# Liste der Kulturdenkmale in Eggebek
In der Liste der Kulturdenkmale in Eggebek sind alle Kulturdenkmale der schleswig-holsteinischen Gemeinde Eggebek (Kreis Schleswig-Flensburg) aufgelistet (Stand: 14. April 2025).
Die Bodendenkmale sind in der Liste der Bodendenkmale in Eggebek aufgeführt.

## Legende
In den Spalten befinden sich folgende Informationen:
- Objekt-ID: die Nummer des Kulturdenkmales
- Lage: die Adresse des Kulturdenkmales und die geographischen Koordinaten. Kartenansicht, um Koordinaten zu setzen. In der Kartenansicht sind Kulturdenkmale ohne Koordinaten mit einem roten Marker dargestellt und können in der Karte gesetzt werden. Kulturdenkmale ohne Bild sind mit einem blauen Marker gekennzeichnet, Kulturdenkmale mit Bild mit einem grünen Marker.
- Offizielle Bezeichnung: Bezeichnung des Kulturdenkmales
- Beschreibung: die Beschreibung des Kulturdenkmales
- Bild: ein Bild des Kulturdenkmales

## Sachgesamtheiten
| Objekt-ID      | Lage                                        | Offizielle Bezeichnung | Beschreibung | Bild                             |
| -------------- | ------------------------------------------- | ---------------------- | --- | -------------------------------- |
| 40910 Wikidata | Am Klinkenberg (54° 37′ 8″ N, 9° 22′ 42″ O) | Kirche St. Petrus      | Aktualisierung vorgesehen - Begründung: geschichtlich, künstlerisch, städtebaulich, Kulturlandschaft prägend - Schutzumfang: Kirche St. Petrus mit Ausstattung, Kirchhof, Kirchhofsumwallung | weitere Fotos \| Fotos hochladen |

## Bauliche Anlagen
| Objekt-ID     | Lage                                        | Offizielle Bezeichnung            | Beschreibung | Bild                             |
| ------------- | ------------------------------------------- | --------------------------------- | --- | -------------------------------- |
| 3997 Wikidata | Am Klinkenberg (54° 37′ 8″ N, 9° 22′ 43″ O) | Kirche St. Petrus mit Ausstattung | Alteintragung (Aktualisierung vorgesehen) - Begründung: geschichtlich, künstlerisch, städtebaulich - Schutzumfang: gesamtes Objekt - Denkmaltyp: Bauliche Anlage, Sachgesamtheit: Kirche St. Petrus | weitere Fotos \| Fotos hochladen |

## Gründenkmale
| Objekt-ID      | Lage                                        | Offizielle Bezeichnung | Beschreibung | Bild                             |
| -------------- | ------------------------------------------- | ---------------------- | --- | -------------------------------- |
| 19429 Wikidata | Am Klinkenberg (54° 37′ 7″ N, 9° 22′ 40″ O) | Kirchhof               | Alteintragung (Aktualisierung vorgesehen) - Begründung: geschichtlich, Kulturlandschaft prägend - Schutzumfang: Kirchhof, Kirchhofsumwallung - Denkmaltyp: Gründenkmal, Sachgesamtheit: Kirche St. Petrus | weitere Fotos \| Fotos hochladen |

## Quelle
- Liste der Kulturdenkmale in Schleswig-Holstein – Kreis Schleswig-Flensburg

- Karte mit allen Koordinaten:
- OSM |
- WikiMap